# Amicale Sportive de Poissy
L'Amicale Sportive de Poissy, meglio conosciuta come AS Poissy, è una società calcistica francese con sede a Poissy. Attualmente gioca in National 2, la quarta divisione di calcio francese. 
Numerosi calciatori professionistici sono stati formati nel club, tra cui M'Baye Niang, Gérard Soler e Pierre Issa. 

## Storia
Il club è stato fondato nel 1904 nella città di Poissy durante il periodo della prima guerra mondiale. È il quarto club parigino più antico tra i "grandi club" di Parigi che gioca o ha giocato tra i campionati nazionali, dopo solo il Racing Club de France (1896), Red Star FC (1897) e il JA Drancy (1902).
Nel 1968 il club si fonde con l'AS Simca.
Tra il 1969 e il 1978 la squadra allenata da Roger Quenolle, compie in nove stagioni una insperata salita dalla Lega regionale dell'Île-de-France sino in Ligue 2, partecipando via via a 4 divisioni diverse. Giocatore fondamentale per tale impresa è stato l'allora diciottene Gérard Soler, che accompagna la squadra fino alla stagione 1971-72, quando è stato acquistato dal FC Sochaux. La squadra rimarrà nella serie B francese soltanto per la stagione 1977-1978, retrocedendo nelle serie inferiori.
Inoltre, ha avuto costanti apparizioni nel Coppa di Francia. Le partecipazioni più importanti della squadra: 
- nel 1972, in cui centra per la prima volta gli ottavi di finale;
- nel 1981. In questa edizione raggiunge gli ottavi di finale dopo aver messo fuori gioco il Toulouse FC a Versailles. La squadra di Poissy viene fermata in trasferta dal Le Havre AC nel match di ritorno, grazie ad una rete segnata al 90º minuto;
- nel 2004. Guidata da Patrice Ferri[1], si qualifica per i trentaduesimi per poi perdere ai rigori contro la Croix-de-Savoie;
- nel 2010-2011, si qualifica ancora una volta per i 32esimi finale della Coppa di Francia. La squadra verrà sconfitta dal RC Strasbourg, ma può vantare la vittoria contro il Lille per 2-1 all'ottavo turno.

## Albo d'oro
- National (1): 1977

- Régional (2): 1971 e 1982
- Coupe de Paris (5): 1948, 1953, 1971, 1988 e 2007

## Stadi

### Stadio Léo Lagrange
Lo Stadio Léo Lagrange è lo stadio principale dello AS Poissy. È situato all'uscita di Poissy e contiene due campi di calcio, il campo Roger Quenolle (3 500 posti) che ospita la prima squadra, il campo Salif Gagigo che accoglie le sezioni giovanili (u15-u17-u19).

### Stadio du Cosec
Lo Stadio del Cosec è il centro secondario di allenamento della squadra maggiore. È situato nell'entrata di Poissy e contiene due campi di calcio che accolgono i giovanissimi (u7 fino a u13), un campo dove gioca talvolta la prima squadra e un campo dedicato ad altri sport.